# Токсвиг, Сэнди
Сандра Биргитта Токсвиг (англ. Sandra Birgitte Toksvig), известная, как Сэнди Токсвиг (англ. Sandi Toksvig, род. 3 мая 1958 года) — британская писательница, актриса, радио- и телеведущая, комик, продюсер и политическая активистка датского происхождения. Обладательница Ордена Британской империи.
Была ведущей программы The News Quiz на BBC Radio 4 с 2006 по июнь 2015 года. Она также вела телевикторину 1001 Things you Should Know Channel 4 в 2012-13 году, а 5 апреля 2014 года стала ведущей возвращённого в эфир шоу Fifteen to one на том же телеканале. В 2016 году сменила Стивена Фрая на посту ведущего телешоу QI на канале BBC.
Является одной из основательниц Партии женского равноправия, образованной в марте 2015 года. В октябре 2012 года была назначена почётным ректором Портсмутского Университета. Также является действующим председателем ежегодного благотворительного мероприятия Women of the Year Lunch.

## Ранние годы
Токсвиг родилась в Дании, но так как её отец, Клаус Токсви, был журналистом и иностранным корреспондентом для датского телевидения, большую часть своего детства она провела за рубежом, главным образом, в Нью-Йорке. Её мать, Джули Энн Токсви (в девичестве Бретт), была британского происхождения. В период, когда её отец работал в Лондоне, она посещала частную школу для девочек Tormead School. Её первой работой стала должность осветителя в мюзикле «Иисус Христос — суперзвезда» в возрасте 18 лет.
Она изучала юриспруденцию, археологию и антропологию в Кембридже, который она закончила, получив диплом с отличием, а также две награды за выдающиеся достижения. Одним из её преподавателей права в университете был лорд Деннинг.

## Карьера

### Начало
Начала заниматься комедией ещё в Кембридже, где она выступала как автор и как исполнитель для первого женского шоу в театральном клубе Footlights, членом которого она была в то же время, что и Стивен Фрай, Хью Лори, Тони Слэттери и Эмма Томпсон. Являлась одним из авторов ревю клуба, которое удостоилось главного приза на Эдинбургском фестивале комедии. Также являлась членом Кембриджского развлекательного общества.
Начала свою карьеру на телевидении в качестве ведущей передач для детей, таких как № 73 (1982-86), The Sandwich Quiz, The Saturday Starship, Motormouth, Gilbert's Fridge, а также образовательных программ Island Race и The Talking Show, спродюсированных телекомпанией Open Media для канала Channel 4.
В октябре 2012 года, связи с волной обвинений в сторону Джимми Сэвила, а также разговоров о том, что в 1960-х, 1970-х и 1980-х годах на BBC процветала культура попустительства в отношении сексуальных домогательств, Токсвиг выступила с заявлением, что в 1980-е годы она подверглась приставаниям со стороны «известной личности». По её словам, сообщения о случаях неподобающего поведения на BBC её «совершенно не удивили».

### Комедия
В комедийных кругах Токсвиг стала известна благодаря выступлениям в клубе Comedy Store в Лондоне, а также в связи с тем, что была членом команды этого клуба, которая выступала с комедийными импровизациями.
На телевидении она выступала в качестве участника в таких юмористических шоу как Call My Bluff (обычно, как капитан команды),Whose Line Is It Anyway?, Mock the Week, QI и Have I Got News for You где она появилась в самом первом эпизоде в 1990 году. Она также вела What the Dickens, и Sky Arts.
Она также хорошо известна слушателям BBC Radio 4 как участница передач I'm Sorry I Haven't a Clue, The Unbelievable Truth, и как ведущая викторины The News Quiz, где она заменила Саймона Хоггарта в сентябре 2006 года, но которую покинула (к сожалению многих) в июне 2015, чтобы посвятить себя политической деятельности и борьбе за права женщин. 26 июня вышел в эфир последний выпуск передачи с её участием. Также на Radio 4 под её руководством выходила программа о путешествиях Дополнительный багаж, но в 2012 году она была снята с эфира.

### Работы в театре и на телевидении
В 1993 году Токсвиг написала сценарий для мюзикла Big Night Out at the Little Sands Picture Palace для театра Nottingham Playhouse, главные роли в котором исполнили Анита Добсон и Уна Стаббс. В 2002 году мюзикл был переработан и дополнен песнями Дилли Кин, которая также сыграла в нём одну из главных ролей на сцене театра Watford Palace вместе с Бонни Лангфорд.
В соавторстве с Элли Брюэр Токсвиг написала пьесу по мотивам произведений Шекспира — The Pocket Dream, которая шла сначала в театре Nottingham Playhouse, а впоследствии была показана на сцене театра в Вест-Энде. Вместе они также написали сценарий для телесериала «The Big One» в 1992 году, в котором Токсвиг сыграла одну из ролей. Как актриса она принимала участие в таких пьесах как «Андрокл и лев», «Много шума из ничего» и «Комедия ошибок». Самой недавней работой Токсвиг в театре является пьеса «Bully Boy», которая затрагивает тему посттравматического расстройства среди британских военнослужащих. Премьера пьесы состоялась в театре Наффилд театр в Саутгемптоне в мае 2011 года. Главную роль в ней исполнил Энтони Эндрюс.
Она участвовала в записи нескольких аудиокниг, а также аудио-пьесы Red, из серии по мотивам сериала «Доктор Кто». В 2011 году она также предстала в качестве ведущей во втором сезоне передачи Мастер Древностей на канале BBC Two.
В 2013 году она появилась в рождественском выпуске сериала «Вызовите акушерку», на канале BBC.
В апреле 2014 Токсвиг стала ведущей возвращённого в эфир телешоу Fifteen-to-One, оригинальную версию которого вёл Уильям Стюарт. Она также займёт место Стивена Фрая как ведущая викторины QI с 2016 года.
За заслуги в сфере теле- и радиовещания в 2014 году Токсвиг была удостоена Ордена Британской Империи (OBE).
С 2016 года стала ведущей интеллектуальной комедийно-игровой телепрограммы QI, сменив Стивена Фрая.

### Литературное творчество
Токсвиг является автором более двадцати книг для взрослых и детей, в число которых входит как художественная литература, так и нон-фикшн. Она также является автором колонок в таких журналах и газетах, как Good Housekeeping, Sunday Telegraph и The Lady. В 2009 году её статьи для газеты Sunday Telegraph были изданы в виде сборника под названием The Chain of Curiosity.

## Политические взгляды
Долгое время Токсвиг поддерживала партию либерал-демократов и даже рассматривалась как возможный представитель партии в парламенте. Однако в 2012 она заявила, что, по её мнению, не существует партии, которая соответствовала бы её воззрениям.
В апреле 2015 года Токсвиг выступила как председатель на первом, неофициальном собрании Партии женского равноправия, одним из основателей которой она является. Именно партийная деятельность послужила причиной завершения Токсвиг своей карьеры на радио.

## Личная жизнь
У Токсвиг трое детей — две дочери и сын. Их биологической матерью является бывшая партнёрша Токсвиг — Пета Стюарт, с которой она рассталась в 1997 году. Зачатие было произведено путём искусственного оплодотворения, донором для него стал Кристофер Ллойд-Пак, младший брат актёра Роджера Ллойда-Пака.
В данный момент она живёт в плавучем доме в Уондсуэрте вместе со своей женой — психотерапевтом Дэбби Токсвиг. Пара официально оформила отношения 29 марта 2014 года, когда вступило в силу законодательство об однополых браках в Англии и Уэльсе.
Имеет атеистические и гуманистические взгляды, является покровителем Британской гуманистической ассоциации.
Получила британское гражданство в 2013 году.

### Книги для детей
- Toksvig, Sandi. Girls are Best (неопр.). — London: Red Fox, 2009. — ISBN 978-1862304291.
- Toksvig, Sandi. The Littlest Viking (неопр.). — London: Yearling, 2008. — ISBN 978-0440868309.
- Toksvig, Sandi. Hitlers Canary (неопр.). — Vlaardingen, Holland: Valerius uitgeverij. — ISBN 90-78250-02-X. (Dutch translation)
- Toksvig, Sandi. Hitler's Canary (неопр.). — Doubleday, 2005. — ISBN 0-385-60889-6.
- Toksvig, Sandi. The Troublesome Tooth Fairy (неопр.). — Transworld, 2000. — ISBN 0-552-54663-1.
- Toksvig, Sandi. Super-Saver Mouse to the Rescue (неопр.). — Transworld, 2000. — ISBN 0-552-54541-4.
- Toksvig, Sandi. Super-Saver Mouse (неопр.). — Transworld, 1999. — ISBN 0-552-54540-6.
- Toksvig, Sandi. If I Didn't Have Elbows (неопр.). — Deagosti, 1998. — ISBN 1-84089-048-7.
- Toksvig, Sandi. Unusual Day (неопр.). — Transworld/Corgi, 1997. — ISBN 0-552-54539-2.
- Toksvig, Sandi. Tales from the Norse's Mouth (неопр.). — BBC Books[англ.], 1994. — ISBN 0-563-40358-6.

### Книги для взрослых
- Toksvig, Sandi (2012) Valentine Grey. Virago. ISBN 978-1-84408-831-7
- Toksvig, Sandi, (illustrated by Sandy Nightingale). Heroines & Harridans – A Fanfare of Fabulous Females (англ.). — The Robson Press[англ.], 2012. — ISBN 978-1849-54-3385.
- Toksvig, Sandi. Melted into Air (неопр.). — Little Brown, 2006. — ISBN 0-316-86117-0.
- Toksvig, Sandi. Gladys Reunited: A Personal American Journey (англ.). — Little Brown, 2003. — ISBN 0-7515-3328-9.
- The Travels of Lady Bulldog Burton (неопр.). — Little Brown, 2002. — ISBN 0-316-86007-7.
- Toksvig, Sandi. Flying Under Bridges (неопр.). — Little Brown, 2001. — ISBN 0-316-85635-5.
- Toksvig, Sandi. Whistling for the Elephants (неопр.). — Transworld, 1999. — ISBN 0-593-04480-0.
- Island Race: an Improbable Voyage Round the Coast of Britain (англ.). — BBC Books[англ.], 1995. — ISBN 0-563-37053-X.
- Toksvig, Sandi. Great Journeys of the World (неопр.). — BBC Books[англ.], 1994. — ISBN 0-563-37050-5.